# 冯海阳
冯海阳（1963年3月—），男，重庆人，中华人民共和国外交官，曾任中华人民共和国驻杜塞尔多夫总领事。

## 生平
1984年，毕业于上海外国语大学，进入中华人民共和国外交部工作。先后在外交部苏欧司、驻民主德国大使馆、外交部西欧司、驻奥地利大使馆、驻苏黎世总领事馆、驻德国大使馆、驻瑞士大使馆任职。2012年8月，任云南省红河哈尼族彝族自治州州委常委、州人民政府副州长。2014年10月，出任中华人民共和国驻杜塞尔多夫总领事。2022年3月，自驻杜塞尔多夫总领事离任。